# Eglón (rey)
De acuerdo con el Libro de los Jueces, Eglón (hebreo: עֶגְלוֹן) fue un rey de Moab que oprimió a Israel. 
Era el jefe de la confederación de Moab, Amón y Amalec en su asalto contra Israel. Reinó sobre los israelitas dieciocho años. Un día, Aod llegó presentando un tributo habitual y engañó a Eglón para quedar a solas en su presencia y lo apuñaló con su espada en el vientre prominente, pero cuando Aod trató de sacar la espada de vuelta, el exceso de grasa del obeso rey impidió su recuperación. Sus sirvientes, creyendo que estaba haciendo sus necesidades, no intervinieron. A raíz de su muerte, los moabitas fueron derrotados y los israelitas disfrutaron de ochenta años de paz.

## Leyenda posterior
Los rabinos de la tradición talmúdica afirmaron que Rut era la hija de Eglón. De acuerdo con esta tradición, Eglón fue recompensado por levantarse por respeto cuando Aod mencionó al Dios de Israel, teniendo al rey David como descendiente. Esto también puede ser visto como un intento de proporcionar un linaje real a David. El Talmud también describe a Eglón como el nieto de Balac. No hay, sin embargo, nada en los versículos bíblicos originales en los que basarse para tal afirmación. 
De acuerdo con una leyenda en un midrash, las dos mujeres moabitas del Libro de Rut, Orfa y Rut, eran hermanas, y ambas hijas del rey moabita Eglón (Ruth R. ii. 9). De acuerdo con este mismo midrash Eglón era un hijo de Balac, rey de Moab presentado en Números 22.